# Bistabilité

Les deux états 1 et 3 sont stables, l'état de transition 2 est instable.

La bistabilité (du latin bi = deux et du latin stabilis = constant, stable) est la propriété de certains systèmes de pouvoir prendre deux états stables possibles et de passer d'un état à l'autre par une impulsion extérieure. Ces systèmes sont alors appelés « systèmes bistables ». Ces états peuvent être supposés pour une seule et même valeur de paramètre, contrairement à l'ultra sensibilité, par exemple, où une transition nette est provoquée par la modification des valeurs de paramètre.
En électronique numérique, bistable se dit d'un signal ayant deux états logiques stables : 0 et 1. Le passage d'un état à un autre ne peut s'opérer qu'à la suite d'une action extérieure.

## Description mathématique

La bifurcation de la fourchette montre, de gauche à droite, le passage d'un système stable à un système bistable. Courbes noires épaisses : état stable ; pointillés rouges : état instable.

Le comportement bistable est principalement provoqué par une rétroaction positive. Chacun des états se stabilise.
Si le comportement d'un système peut être décrit par des équations différentielles, alors la bistabilité peut déjà se produire dans les systèmes unidimensionnels, c'est-à-dire qu'une variable indépendante suffit, tandis que des systèmes bidimensionnels sont nécessaires pour les oscillations. Cependant, les équations différentielles doivent être non linéaires. Dans les systèmes linéaires, seuls trois cas sont possibles : il y a exactement un état stationnaire, aucun état stationnaire du tout, ou un continuum de tels états. Dans le cas de la bistabilité, cependant, deux états distincts doivent se produire.
La bifurcation de la fourche montre la transition d'un système stable à un système bistable de gauche à droite. Courbes noires épaisses : états stables ; pointillés rouges : état instable (instable).
La transition entre un système stable et un système bistable peut être représentée à l'aide du diagramme de bifurcation de la fourche illustré à droite.

## Modélisation mathématique
Dans le langage mathématique de la analyse des systèmes dynamiques, l'un des systèmes bistables les plus simples est
{\displaystyle {\frac {dy}{dt}}=y(1-y^{2}).}
Ce système décrit une balle qui roule sur une courbe de forme {\displaystyle {\frac {y^{4}}{4}}.-{\frac {y^{2}}{2}}}, et possède trois points d'équilibre : {\displaystyle y=1}, {\displaystyle y=0}, et {\displaystyle y=-1}. Le point central {\displaystyle y=0} est instable, tandis que les deux autres points sont stables. Le sens de variation de {\displaystyle y(t)} au cours du temps dépend de la condition initiale {\displaystyle y(0)}. Si la condition initiale est positive ({\displaystyle y(0)>0}), alors la solution {\displaystyle y(t)} s'approche de 1 au cours du temps, mais si la condition initiale est négative ({\displaystyle y(0)<0}), alors {\displaystyle y(t)} s'approche de -1 au cours du temps. Ainsi, la dynamique est " bistable ". L'état final du système peut être soit {\displaystyle y=1}, soit {\displaystyle y=-1}, selon les conditions initiales.
L'apparition d'une région bistable peut être comprise pour le système modèle
{\displaystyle {\frac {dy}{dt}}=y(r-y^{2})}
qui subit une bifurcation en fourche supercritique avec le paramètre de bifurcation {\displaystyle r}.

## Exemples de différents domaines
Un exemple de la vie courante est un interrupteur d'éclairage avec un contact à action brusque : tant qu'on ne le touche pas, il reste dans une position (marche ou arrêt). Lorsqu'il est sollicité puis relâché, soit il revient à l'ancienne position (si le point de bascule n'a pas été atteint), soit il passe à la nouvelle position (si le point de bascule a été dépassé).
D'autres exemples issus du domaine de la technologie sont la bascule en électronique ou les ressorts bistables en mécanique.